# Американская историческая ассоциация
Американская историческая ассоциация (англ. American Historical Association, сокр. AHA) — старейшее и одно из крупнейших обществ учёных-историков и преподавателей истории в США, основанное в 1884 году.
Ассоциация содействует изучению и преподаванию истории, сохранению и доступу к историческим материалам. Она публикует пять раз в год журнал The American Historical Review с научными статьями и рецензиями на книги. AHA является основной организацией для историков, работающих в Соединённых Штатах, в то время как Организация американских историков является основной организацией для историков, которые изучают и преподают историю США.
В 1889 году AHA получила от Конгресса США устав, согласно которому она была учреждена «для пропаганды исторических исследований, сбора и сохранения исторических рукописей, а также для сходных целей в интересах американской истории и истории Америки».

## Текущая деятельность
Являясь зонтичной организацией, AHA работает с другими крупными историческими обществами и выступает в качестве публичного адвоката в этой области. Как профессиональная ассоциация она определяет этическое поведение и лучшие практики, в частности, в своём «Заявлении о стандартах профессионального поведения» (англ. Statement on Standards of Professional Conduct). AHA также разрабатывает стандарты для учебного процесса и учебников истории, но они имеют ограниченное влияние. Ассоциация активно сотрудничает с Национальной коалицией за историю (англ. National Coalition for History).
Ассоциация публикует исторический журнал The American Historical Review, освещающий все исторические темы начиная с древней истории, и ежемесячный новостной журнал профессии Perspectives on History.
Раз в год в январе проходит ежегодное собрание ассоциации (англ. Annual Meeting AHA), которое собирает более 5000 историков со всего США, чтобы обсудить последние исследования и профессиональные вопросы, найти работу. Многие аффилированные с AHA исторические общества проводят свои ежегодные собрания одновременно собранием ассоциации. Веб-сайт ассоциации предлагает обширную информацию о текущем состоянии профессии, советы по карьере, и обширный архив исторических материалов (включая серию круглых столов G.I. Roundtable series), а также серию брошюр, подготовленные для военного министерства во время Второй мировой войны.
Ассоциация учредила две стипендии, 24 книжные премии и ряд небольших исследовательских грантов.

## История

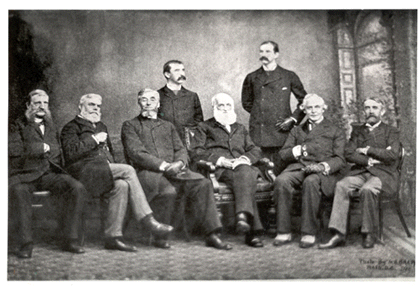
Руководители Американской исторической ассоциации во время признания ассоциации Конгрессом, сфотографированные во время их ежегодного собрания 30 декабря 1889 года в Вашингтоне, округ Колумбия.

Первыми членами ассоциации были в основном джентльмены, располагавшие досугом и средствами для написания многих исторических произведений, такие как Джордж Банкрофт, Джастин Уинзор и Джеймс Форд Родес. Тем не менее, как отмечает бывший президент AHA Джеймс Дж. Шиэн, ассоциация всегда пыталась обслуживать интересы разных групп, «включая архивистов, членов государственных и местных исторических обществ, учителей и историков-любителей, которые смотрели на это — и не всегда с успехом или удовлетворением — для представления и поддержки». Большая часть ранней работы ассоциации была сосредоточена на установлении здравого смысла и сборе материалов исследований через комиссии по историческим рукописям и публичным архивам.
С самого начала ассоциацией в основном управляли историки, работающие в колледжах и университетах, и они сыграли решающую роль в определении их интересов как профессии. Первый президент ассоциации, Эндрю Диксон Уайт, был президентом Корнеллского университета, а его первый секретарь, Герберт Бакстер Адамс, основал одну из первых исторических докторских программ в университете Джонса Хопкинса. Самым ярким выражением этого академического импульса стал журнал American Historical Review, основанный в 1895 году историками из ряда наиболее важных университетов Соединённых Штатах, которые следовало модели европейских исторических журналов. Под руководством первого редактора Джона Франклина Джеймсона в нём публиковалось по несколько длинных научных статей в каждом номере, в обязательном порядке проверенные учёными и одобренные редактором. В каждом выпуске также рассматривались учебники истории на предмет их соответствия новым профессиональным нормам и научным стандартам, которые преподавались в ведущих университетах. Шиэн заключает, что благодаря American Historical Review молодые учёные узнавали, что значит быть историком.
В 1896 году ассоциация учредила «Комитет семи» (англ. Committee of Seven) для разработки национального стандарта требований к поступлению в колледж в области истории. До этого времени колледжи сами определяли требования к поступающим. В 1898 году «Комитет семи» опубликовал отчёт по итогам изучения преподавания истории в школах The Study of History in Schools. В отчёте комитета в значительной степени определялось, как история будет преподаваться на уровне старшей школы в рамках подготовки к колледжу, и возникли проблемы, связанные с тем, как область должна относиться к другим общественным наукам. Комитет рекомендовал четыре блока западной истории для преподавания в хронологическом порядке — древняя, средневековая и современная европейская, английская и американская история и гражданское управление — и рекомендовал учителям «рассказать историю» и «выявить драматические аспекты», чтобы оживить историю.
Ассоциация сыграла решающую роль в лоббировании на федеральном уровне вопросов сохранения и защиты архивов, добившись в 1934 году от Конгресса и президента учреждения Национального управления архивов и документации.
По мере того, как историки из колледжей и университетов становились все более влиятельными в ассоциации, другие области и виды деятельности, как правило, оставались на обочине. Комиссии по рукописям и публичным архивам были заброшены в 1930-х годах, в то время как проекты, связанные с оригинальными исследованиями и публикацией научных работ, приобретали всё большее значение.
В последние годы ассоциация пыталась смириться с растущим общественно-историческим движением и сохранить свой статус лидера среди академических историков.
В 1987 году Ассоциация приняла «Заявление о стандартах профессионального поведения» (англ. Statement on Standards of Professional Conduct) и начала расследовать случаи нарушения стандартов, прекратив рассмотрение жалоб в 2003 году, придя к выводу, что польза от расследований для профессии не «оправдывает время, энергию и усилия, затраченные на её совершенствование».

## Руководство
(По состоянию на 2020 г.)
- Президент — Мэри Линдеманн (Университет Майами)
- Избранный президент — Жаклин Джонс (Техасский университет в Остине)
- Бывший президент — Дж. Р. Макнил (Джорджтаунский университет)
- Исполнительный директор — Джеймс Р. Гроссман
- Казначей — Уильям Ф. Векслер
- Редактор American Historical Review — Алекс Лихтенштейн (Университет Индианы)

### Бывшее руководство
Барбара Меткалф — президент в 2010

## Аффилированные общества
- Конференция по латиноамериканской истории (англ. Conference on Latin American History)
- Национальный совет по общественной истории (англ. National Council on Public History)
- Ассоциация устной истории (англ. Oral History Association)
- Общество истории федерального правительства (англ. Society for History in the Federal Government)
- Общество средневековых феминистских исследований (англ. Society for Medieval Feminist Scholarship)
- Общество военной истории (англ. Society for Military History)
- Общество историков архитектуры (англ. Society of Architectural Historians)
- Ассоциация всемирной истории (англ. World History Association)